# كليمنتين أوتين
كليمنتين أوتين (بالفرنسية: Clémentine Autain) هي سياسية فرنسية وصحفية وشيوعية، ولدت يوم 26 مايو 1973 في سان كلاود في فرنسا.

## النشأة والتعليم
تنحدر كليمنتين من عائلة فنية وسياسية؛ والدتها هي الممثلة دومينيك لافان، ووالدها المغني إيفان دوتين. عمها فرانسوا أوتين كان سيناتورًا وعضوًا في حزب اليسار، كما شغل مناصب عدة منها نائب رئيس بلدية بوجو ووزير دولة للهجرة والدفاع والضمان الاجتماعي خلال رئاسة فرنسوا ميتران. أما جدها، أندريه لافان، فكان من قدامى المحاربين في حروب الهند الصينية، وانتُخب لفترة قصيرة نائبًا في مقاطعة يون. توفيت والدتها منتحرة عام 1985 عندما كانت كليمنتين في الثانية عشرة من عمرها.

## روابط خارجية
- كليمنتين أوتين على موقع IMDb (الإنجليزية)
- كليمنتين أوتين على موقع ألو سيني (الفرنسية)